# Vytautas Paliūnas
Vytautas Paliūnas (* 13. August 1930 in Kėdainiai; † 12. März 2005) war ein litauischer Ingenieur und Politiker.

## Leben
Nach dem Abitur 1949 in Kėdainiai absolvierte Paliūnas von 1949 bis 1954 das Diplomstudium am Politechnikos institutas in Kaunas (KPI) und arbeitete als Assistent am Lehrstuhl der Hydrotechnik des KPI. Von 1958 bis 1961 absolvierte er die Aspirantur am VODGEO-Forschungsinstitut in Moskau. Ab 1961 lehrte er am KPI.
1963 promovierte er in Moskau. Ab 1972 war er Professor. 1983 bekam er den Sowjetlitauischen Staatspreis verliehen.
Von 1990 bis 1992 war Paliūnas Deputat im Seimas, ausgewählt im Wahlbezirk Panemunė.
Von 1995 bis 1996 war er Mitglied im Rat der Stadtgemeinde Kaunas.
Sein Grab befindet sich im Friedhof Petrašiūnai.

## Auszeichnungen
- 1983: Sowjetlitauischer Staatspreis (mit anderen)
- 1992: Litauischer Nationalpreis (Lietuvos nacionalinė premija)